# Pitcairnia steyermarkii
Pitcairnia steyermarkii är en gräsväxtart som beskrevs av Lyman Bradford Smith. Pitcairnia steyermarkii ingår i släktet Pitcairnia och familjen Bromeliaceae. Inga underarter finns listade i Catalogue of Life.